# Bakong

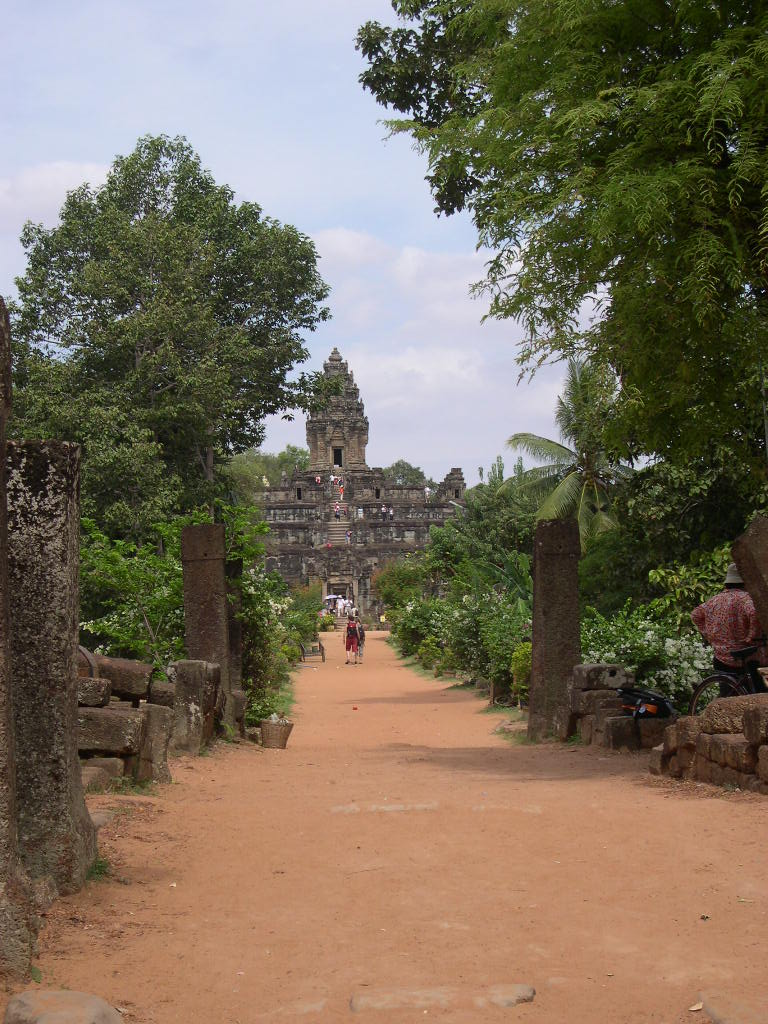
Tempel von Bakong

Der Tempel Bakong (Khmer: ប្រាសាទបាគង) findet sich nahe der Stadt Siem Reap in Kambodscha. Der in den frühen Jahren des Königreichs Kambuja erbaute Tempel gehört zur so genannten Roluos-Gruppe. Bakong ist der erste monumentale Tempelberg, den ein Khmer-König in der Ebene errichten ließ, und stellt einen bedeutenden Entwicklungssprung in der Khmer-Architektur dar.

## Geschichte
Der fünfstufige Tempelberg Bakong wurde in der zweiten Hälfte des 9. Jahrhunderts gebaut und im Jahr 881 unter dem Namen Harihar-alaya Gott Shiva geweiht. Er war die erste derartige Tempelpyramide in Angkor und diente als Staatstempel König Indravarmans I. In einer Inschrift heißt es: „881 errichtete der König, wie ein Gott, Verteiler der Reichtümer, ein Lingam namens Indresvara“. Der Name Indresvara vereinigt den Namen des Königs mit dem des Gottes Shiva und deutet damit ein Eintauchen des Königs in die Gottheit an, beide eine neue Einheit der Anbetung bildend.

## Anlage

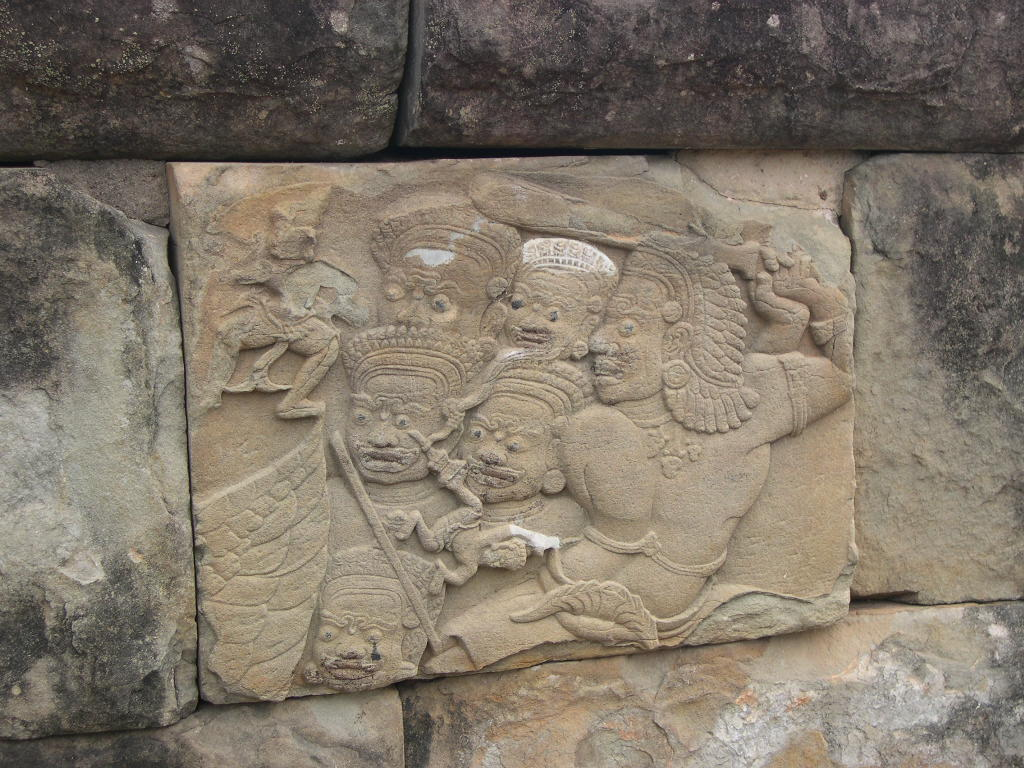
Relief am Tempel von Bakong

Neben der beträchtlichen Größe des Bauwerks weist die Architektur zahlreiche weitere Neuerungen auf:
- Die Wände der höchsten Plattform sind von Reliefs bedeckt, die immer noch von der sehr hohen Qualität ihrer Bearbeitung zeugen, obwohl sie heute stark beschädigt sind.
- Zwischen den beiden Umfassungsgräben stehen zahlreiche untergeordnete Schreine, die wahrscheinlich von höheren Hofbeamten angelegt wurden.
- Die Gräben sind sehr groß und fassten bis zu einer Million Kubikmeter Wasser; im inneren Graben führten Stufen bis zur Wasserfläche hinab.
- Vier Straßen führten aus der Anlage heraus in die vier Haupthimmelsrichtungen, eine davon zum Indratataka-Reservoir, etwa 600 m im Norden gelegen.

Die zentrale Tempelpyramide ist mit großen Sandstein-Blöcken bedeckt und weist fünf Plattformen auf, deren oberste sich 14 m hoch erhebt. Der Schrein, der früher den Gott Indresvara beherbergte, hat nicht überlebt. Heute steht dort ein später erbauter Tempel. Acht kleine Kulträume sind um die Basis der Pyramide gruppiert und sollen wahrscheinlich an weibliche und männliche Vorfahren des Königs Indravarman erinnern, denn die westlich gelegenen Nischen enthalten weibliche, die östlich gelegenen männliche Figuren. 
Die innere Struktur aus Laterit wurde möglicherweise bereits während der Regentschaft Jayavarmans II. gegen Ende des 8. Jahrhunderts errichtet und erst später mit Sandstein ergänzt und vollendet. Das Bauwerk misst an der Basis 67 × 65 m. Auf der Spitze befindet sich ein sehr viel späterer, vermutlich unter König Yasovarman II. im 12. Jahrhundert im Stil des Angkor Wat ergänzter Turm. 
Auf dem Tempelgebiet liegt heute ein neueres buddhistisches Kloster.